# Milan Ristovski
Milan Ristovski (mazedonisch Милан Ристовски; * 8. April 1998 in Skopje) ist ein nordmazedonischer Fußballspieler.

## Karriere

### Verein
Ristovski begann seine Karriere bei Rabotnički Skopje. Zur Saison 2014/15 rückte er in den Profikader von Rabotnički auf. Sein Debüt in der Prva Makedonska Liga gab er im November 2014 gegen den FK Bregalnica Štip. Bis Saisonende kam er zu sechs Einsätzen in der höchsten mazedonischen Spielklasse. In der Saison 2015/16 absolvierte er 18 Partien, in denen er ein Tor erzielte. Nach weiteren fünf Einsätzen bis zur Winterpause 2016/17 wechselte er im Februar 2017 leihweise nach Kroatien zum HNK Rijeka. Für Rijeka kam er bis Saisonende nicht für die Profis zum Einsatz. In der Saison 2017/18 absolvierte der Stürmer ein Spiel für Rijeka in der 1. HNL. Nach dem Ende der eineinhalbjährigen Leihe wurde Ristovski im Juli 2018 fest verpflichtet und direkt darauf nach Slowenien an den NK Krško verliehen. In Krško machte er bis zur Winterpause 2018/19 16 Partien in der 1. SNL, in denen er zweimal traf.
Nach einem Halbjahr in Slowenien kehrte er wieder nach Rijeka zurück. Bis zum Ende der Saison 2018/19 absolvierte er drei Partien in der höchsten kroatischen Spielklasse. Zur Saison 2019/20 folgte die zweite Leihe, diesmal wechselte er in die Slowakei zum FC Nitra. Für Nitra kam er in der Saison 2019/20 zu 27 Einsätzen in der Fortuna liga, in denen ihm elf Tore gelangen. Damit war er hinter Andraž Šporar der zweitbeste Torschütze der Liga. Zur Saison 2020/21 kehrte der Offensivspieler wieder nach Kroatien zurück. Nach drei Einsätzen für Rijeka verletzte er sich im September 2020 schwerer und fiel bis zur Winterpause aus. Nach seiner Genesung wurde Ristovski im Januar 2021 ein zweites Mal in die Slowakei verliehen, diesmal an Spartak Trnava. In Trnava kam er bis zum Ende der Spielzeit zu zwölf Einsätzen in der Fortuna liga und machte dabei fünf Tore.

### Nationalmannschaft
Ristovski spielte 2014 für die mazedonische U-17-Auswahl. 2016 kam er sowohl im U-18- als auch im U-19-Team zum Einsatz. Im März 2018 kam er gegen Österreich erstmals in der U-21-Mannschaft zum Einsatz. Für diese absolvierte er bis September 2020 15 Partien.
Ohne zuvor je nominiert gewesen zu sein, wurde er im Mai 2021 in den Kader der A-Nationalmannschaft für die EM 2021 berufen. In der Vorbereitung für das Turnier debütierte er im Juni 2021 in einem Testspiel gegen Kasachstan im Nationalteam. In jenem Spiel, das die Nordmazedonier mit 4:0 gewannen, erzielte der in Minute 62 eingewechselte Stürmer zugleich sein erstes Tor für sein Land. Mit dem nordmazedonischen Kader kam er aber nicht über die Gruppenphase hinaus.